# Ibrahim Zakzaky

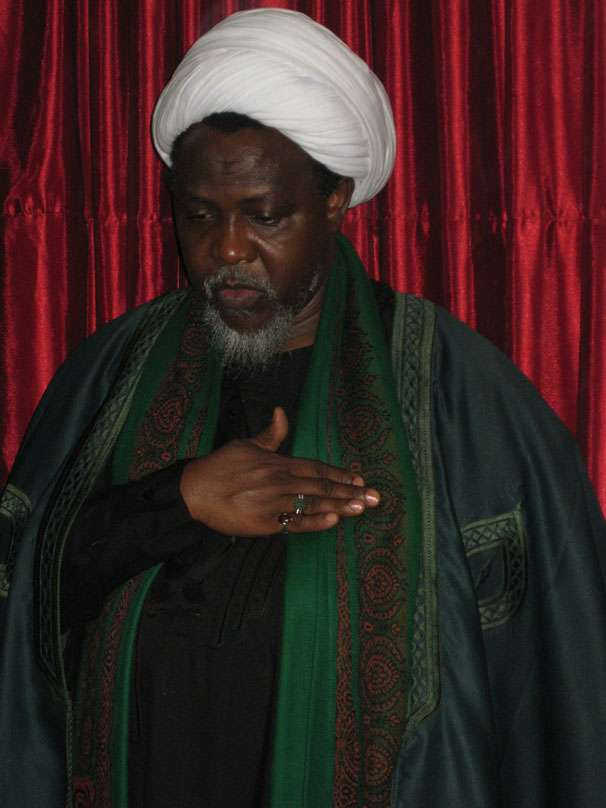
Ibrahim Zakzaky

Ibrahim Yaqoub El Zakzaky (Zaria, 5 de mayo de 1953) es un clérigo chiita de Nigeria y líder del Movimiento Islámico de Nigeria y de los musulmanes chiitas de ese país, aunque entre los miembros del movimiento también se encuentren musulmanes sunnitas.

## Biografía
Zakzaky nació en Nigeria en la ciudad de Zaria, al 5 de mayo de 1953. Él estudió los estudios islámicos, según la escuela Maliki. Zakzaky fue a escuelas coránicas e islámicas tradicionales en la ciudad de Zaria bajo la tutela de estudiosos como Isa Madaka y Ibrahim kakaki.
Zakzaky  asistió en la Facultad de Derecho, en Zaria, al año 1969, (en la actualidad la Escuela de Estudios Árabes), Kano (1971-1975) y la Universidad Ahmadu Bello (ABU), Zaria (1976-1979). Se convirtió en el secretario general de la Sociedad de Estudiantes Musulmanes de Nigeria (MSSN) en el Campus Principal de ABU (1977-1978).
Zazaky habla fluidamente el inglés, hausa, árabe, persa y español y ha dado disertaciones en Nigeria, su país natal, Níger, Sierra Leona, Argelia, Reino unido, Francia, España, Estados Unidos, Líbano, Azerbaiyán e Irán, país este último con el que él y el movimiento islámico mantienen estrechas relaciones.
Zakzaky se presenta él mismo así:
Yo buscaba los acontecimientos de Irán en año 1979, y ya conocí la revelación de Irán, mientras nosotros haciendo las actividades islámicas en la universidad y habíamos fundado una fundación, se llamó Asociación Islámica Nigeria, y yo era su jefe, mientras me gustaría que tengamos un país islámico y por eso en el año 1980 viajó a Irán para conocer un país islámico de cerca. No era importante ser chiita o sunnita, lo importante era Islam y los musulmanes. Por eso siempre dijimos no hay diferencia entre chiita y sunnita. Después de ver este país fundó una fundación islámica según el islam verdadero. 
Zakzaky está casado y tiene nueve hijos.

## Actividades
Estudió Economía en la Universidad Ahmedu Vello (AVU), obteniendo el primer puesto por sus calificaciones, pero se le negó ese grado debido a sus actividades relacionadas al islam. En sus comienzos estudió el islam de los jeques Mallam Sani Abdulkadir, Mallam Isa Madaka, Mallam Sani (Vicedirector de la Mezquita central de Zaria) y Mallam Ibrahim Kakaki.
Es un memorizador del Corán y estudió en la hawza de Qom, en Irán. Desde los años 80 ha denunciado los crímenes e injusticias de los gobiernos democráticos y militares en su país y del extranjero, lo que fue motivo varias veces de su encarcelación. En total pasó nueve años encarcelado.
Medianto su movimiento islámico fundó varias instituciones religiosas y educativas, así como de beneficencia, además del periódico "Al Mizan", el diario de mayor circulación en lengua hausa de África.
Él en el día Ghadir al-Jumm celebra fiestas, en tres días. Y en el Día Mundial de Al-Quds con sus seguidores celebran un convoy. En día del Al-Quds en año 2014, tres de sus hijos fueron asesinados por el ejército de Nigeria.